# 53 Водолея
53 Водолея (53 Aquarii, сокращ. 53 Aqr) — двойная звезда в зодиакальном созвездии Водолей, лежащая в тусклом районе юго-западного Водолея к востоку от Денеб Альгеди и Наширы в северо-восточном Козероге. 53 Водолея имеет видимую звёздную величину +5,56m, и, согласно шкале Бортля, видна невооружённым глазом даже на засвеченном пригородном небе (англ. Bright suburban sky).
Из измерений параллакса, полученных во время миссии Hipparcos, известно, что звезда удалена примерно на 66 св. лет (20,2 пк) от Земли. Звезда наблюдается южнее 74° с. ш., то есть видна южнее о. Расторгуева, южнее о. Столбового (Новосибирские острова), и южнее о. Банкс (Канадский Арктический архипелаг), то есть видна практически на всей территории обитаемой Земли, за исключением приполярных областей Арктики. Лучшее время для наблюдения — август.
Средняя пространственная скорость 53 Водолея имеет компоненты (U, V, W)=(-17.6, −4.73, −10.7), что означает U=−17,6 км/с (движется по направлению от галактического центра), V=−4,73 км/с (движется против направлении галактического вращения) и W=−10,7 км/с (движется в направлении галактического южного полюса).
53 Водолея движется довольно медленно относительно Солнца: её радиальная гелиоцентрическая скорость равна −6 км/с, что составляет 60 % от скорости местных звёзд Галактического диска, а также это значит, что звезда приближается к Солнцу. По небосводу звезда движется на северо-восток.

## Имя звезды
53 Водолея (латинизированный вариант лат. 53 Aquarii) является обозначением Флемстида. У звезды токже есть обозначение данное ей Гулдом — 146 G. Водолея (латинизированный вариант лат. 146 G. Aquarii).
Обозначения компонентов как 53 Водолея AB, BC и CD вытекают из конвенции, используемой Вашингтонским каталогом визуально-двойных звёзд (WDS) для звёздных систем, и принятого Международным астрономическим союзом (МАС).

## Свойства кратной системы
53 Водолея A и 53 Водолея B являются парой «солнечных аналогов», (очень похожих на 18 Скорпиона), которые отдалены друг от друга на угловое расстояние в 14,88 ″, что соответствует большой полуоси орбиты между компаньонами, по крайней мере, 231,35 а.е. и обе звезды вращаются вокруг общего барицентра почти точно между ними.
У орбиты очень большой эксцентриситет, который равен 0,9. Таким образом, в процессе вращения друг вокруг друга звёзды, то сближаются на расстояние 23,1 а.е. (то есть почти до орбиты Урана, чья большая полуось равна 19,23 а.е.), то удаляются на расстояние 439,6 а.е. Наклонение в системе не очень велико и составляет 44,13°, как это видится с Земли. Эпоха периастра, то есть год, когда звезды приблизятся друг к другу на минимальное расстояние — 2023 год.
Если мы будем смотреть со стороны 53 Водолея B на 53 Водолея A, то мы увидим жёлтую звезду, которая светит с яркостью −14,81m, то есть с яркостью 6,72 Лун в полнолуние. (в среднем, в зависимости от положения звезды на орбите). Причём угловой размер звезды (в среднем) будет — ~0,0025°, то есть угловой размер звезды составит 0,5 % от углового размера нашего Солнца. Поскольку звёзды являются практически идентичными, то точно такую же картину мы увидим, если мы будем смотреть со стороны 53 Водолея A на 53 Водолея B, плюс/минус несколько процентов . Более точные параметры звёзд приведены в таблице:
| | В периастре (23,1 а.е.) | В периастре (23,1 а.е.) | В периастре (23,1 а.е.)        | В периастре (23,1 а.е.) | В апоастре (439,6 а.е.) | В апоастре (439,6 а.е.) | В апоастре (439,6 а.е.) | В апоастре (439,6 а.е.) |
| m | L☾                      | D°                      | {\displaystyle D_{\bigodot }}% | m                       | L☾                      | D°                      | R⊙                      |                         |
| --- | ----------------------- | ----------------------- | ------------------------------ | ----------------------- | ----------------------- | ----------------------- | ----------------------- | ----------------------- |
| A⇄B | -19,81                  | 673,7                   | 0,025                          | 5,1 %                   | -13,41                  | 1,9                     | 0,001                   | 0,27 %                  |
| - m — видимая звёздная величина; - L☾ — светимость, выраженная в светимостях Луны в полнолуние; - D° — угловой диаметр звезды выраженный в градусах (угловой диаметр Солнца — 0,5°); - R⊙ — диаметр звезды выраженный в процентах от диаметра Солнца; |                         |                         |                                |                         |                         |                         |                         |                         |

Звёздная система 53 Водолея совпадает по своим характеристикам с характеристиками движущейся группой звёзд Кастора, то есть звёзд, которые имеют общее движение в пространстве; следовательно, она является кандидатом в члены этой ассоциации. Это также говорит о том, что система очень молодая; её предполагаемый возраст находится в диапазоне от 180-370 млн. лет, исходя из спектра и яркости рентгеновского излучения, соответственно.

### Свойства компонента A
53 Водолея A — карликовая звезда спектрального класса G1V, также это указывает на то, что водород в ядре звезды служит ядерным «топливом», то есть звезда находится на главной последовательности.
Масса звезды практически солнечная и равна 1,01 M⊙. Звезда излучает энергию со своей внешней атмосферы при эффективной температуре около 5922 К, что придаёт ей характерный жёлтый цвет. Её светимость на 39 % выше солнечной и равна 1,39 L⊙.
В связи с небольшим расстоянием до звезды её радиус может быть измерен непосредственно, и первая такая попытка была сделана в 1967 году. Данные об этом измерении приведены в таблице:
| Имя звезды | Год  | m    | Спектр | D (mas) | Rабс (R⊙) | Комм.  |
| Глизе 859A | 1967 | 6.30 | G2V    | —       | 0,94      | [ 22 ] |

Eё радиус в настоящее время оценивается в 1,11 R⊙. Звезда имеет поверхностную гравитацию 4,46 ± 0,03 СГС или 288 м/с2, то есть составляет 105 % от солнечного значения(274,0 м/с2).
Звезды, имеющие планеты, имеют тенденцию иметь большую металличность по сравнению Солнцем, однако 53 Водолея A имеет значение металличности равное −0,10, то есть 80 % от солнечного значения, что позволяет предположить, что звезда «пришла» из других областей Галактики, где было не очень много металлов, и рождено в молекулярном облаке благодаря менее плотному звёздному населению и меньшему количеству сверхновых звёзд. Но у звезды нет известных планет, хотя известно, что в двойных системах, как например 16 Лебедя, которая также состоит из двух звёзд солнечного типа, планета есть.
53 Водолея A вращается со скоростью, как минимум, в 4 раза больше солнечной и равной 8,0 км/с, что даёт период вращения звезды, по крайней мере, — 7,2 дней. Однако, если экватор звезды наклонён под тем же углом, что и орбита (44° градуса) (что возможно, но маловероятно), то тогда период вращения уменьшается до 4 дней. Такое быстрое вращение делает звезды более магнитно активными, чем Солнце.
Исследование первичного компонента с помощью космического телескопа Спитцер не смогло обнаружить какого-либо избытка инфракрасного излучения, который мог бы в противном случае быть признаком остаточного диска.

### Свойства компонента B
53 Водолея B — карлик спектрального класса G5VFe-0.8 CH-1, что указывает на то, что звезда является химически пекулярным жёлтым карликом, демонстрирующей недостаточное содержание железа и молекулы CH в своём спектре. Также это указывает на то, что водород в ядре звезды служит ядерным «топливом», то есть звезда находится на главной последовательности. Звезда излучает энергию со своей внешней атмосферы при эффективной температуре около 5811 К, что придаёт ей характерный жёлтый цвет звезды спектрального класса G. Масса звезды скромнее, чем у соседа и составляет 0,99 M⊙.
В связи с небольшим расстоянием до звезды её радиус может быть измерен непосредственно, и первая такая попытка была сделана в 1967 году. Данные об этом измерении приведены в таблице:
| Имя звезды | Год  | m    | Спектр | D (mas) | Rабс (R⊙) | Комм.  |
| Глизе 859B | 1967 | 6.50 | G1V    | —       | 0.91      | [ 23 ] |

Радиус звезды, измеренный в 1967 году, вполне нормален для звезды её спектрального класса. Светимость звезды напрямую не оценена, но она должна быть равна солнечной, плюс/минус 5-10 %.
53 Водолея B вращается со скоростью почти такой же, как у его спутника и равной 9,0 км/с, что даёт период вращения звезды, по крайней мере, 5,7 дней. Металличность звезды ещё меньше, чем у её спутника и равна –0,19, то есть, 65 % от солнечного значения.
Изучение спектра звезды 53 Водолея B показало, что звезда является на самом деле двойной, поскольку по спектроскопическим исследованиям рядом со звездой присутствует спутник, который вращается с периодом 257,31 дня и эксцентриситетом, равным 0,626, то есть, звезда (которая скорее всего является либо красным карликом, либо субзвёздным компаньоном, либо очень крупной планетой) находится на расстоянии 0,789 а.е.. Таким образом, в процессе вращения друг вокруг друга звёзды то сближаются на расстояние 0,295 а.е. (то есть ближе к звезде чем орбита Меркурия, чья большая полуось равна 0,39 а.е.), то удаляются на расстояние 1,28 а.е.

## История изучения кратности звезды
В XIX веке Д. Гершель и Дж. Саут открыли двойственность 53 Водолея, то есть открыли компонент AB и звёзды вошли в каталоги как SHJ 345. Когда звёзды находились на угловом расстоянии 13 секунд дуги в 1800-х годах, Чарлз Пьяцци Смит и Джордж Фредерик Чемберс называли их «бледно-белыми» и писали о них: «изящная двойная звезда. Это прекрасный объект». Их орбитальное движение теперь привело их на расстояние чуть больше секунды. В 1901 году американский астроном Шербёрн Бёрнхем открыл четырёхкратность 53 Водолея, то есть открыл компоненты BC и CD и звёзды вошли в каталоги как BU 1307.
Параметры этих компонентов приведены в таблице согласно Вашингтонскому каталогу визуально-двойных звёзд:
| Компонент | Год  | Количество измерений | Позиционный угол | Угловое расстояние | Видимая звёздная величина компонента I | Видимая звёздная величина компонента II |
| AB        | 1800 | 266                  | 291°             | 12.7″              | 6.29m                                  | 6.39m                                   |
| AB        | 1996 | 266                  | 351°             | 2.2″               | 6.29m                                  | 6.39m                                   |
| AB        | 2018 | 266                  | 86°              | 1.40″              | 6.29m                                  | 6.39m                                   |
| BC        | 1901 | 3                    | 339°             | 46.7″              | 6.39m                                  | 12.84m                                  |
| BC        | 1999 | 3                    | 317°             | 63.6″              | 6.39m                                  | 12.84m                                  |
| CD        | 1901 | 2                    | 101°             | 1.8″               | 12.84m                                 | 13.80m                                  |
| CD        | 2015 | 2                    | 104°             | 2.4″               | 12.84m                                 | 13.80m                                  |

Обобщая все сведения о звезде, можно сказать, что у звезды 53 Водолея, есть минимум один спутник:
- компонент AB, звезда 6-й величины, находящаяся на угловом расстоянии 1,40 секунд дуги и предположительно находящаяся на эллиптической орбите;
- компонент BC, двойная звезда (компоненты CD) 12-й величины, находящаяся на угловом расстоянии 63,6 секунд дуги, имеет каталожный номер UCAC2 25674796[29]. У звезды не приведён параллакс, но судя по её собственному движению, звезда движется в противоположную сторону и соответственно, в систему 53 Водолея не входит.

## Ближайшее окружение звезды
Следующие звёздные системы находятся на расстоянии в пределах 20 световых лет от звезды 53 Водолея (включены только: самая близкая звезда, самые яркие (<6,5m) и примечательные звёзды). Их спектральные классы приведены на фоне цвета этих классов (эти цвета взяты из названий спектральных типов и не соответствуют наблюдаемым цветам звёзд):
| Звезда          | Спектральный класс | Расстояние, св. лет |
| HIC 109084      | K7 V               | 9.29                |
| Ипсилон Водолея | F5 V               | 10.20               |
| HK Водолея      | M0Ve               | 13.37               |
| 94 Водолея      | G8.5IV             | 15.33               |
| Тау Южной Рыбы  | F6V                | 18.40               |

Рядом со звездой, на расстоянии 20 световых лет, есть ещё порядка 15 красных, оранжевых карликов и жёлтых карликов спектрального класса G, K и M, а также 1 белый карлик, которые в список не попали.